# Louis Verneuil
Louis Verneuil (14 de mayo de 1893 - 3 de noviembre de 1952) fue un dramaturgo, guionista y actor de nacionalidad francesa.

## Biografía
Su verdadero nombre era Louis Jacques Marie Collin du Bocage, y nació en París, Francia. Verneuil escribió aproximadamente sesenta obras, siendo sobre todo conocido por sus comedias. Muchos de sus trabajos fueron producidos en el circuito de Broadway, entre ellos Monsieur Lamberthier, obra adaptada como Jealousy (1928) y protagonizada por John Halliday y Fay Bainter, y adaptada de nuevo en 1946 con el título de Obsession, e interpretada en esa ocasión por Eugenie Leontovich y Basil Rathbone. Otra de sus piezas destacadas fue Affairs of State (1950), que protagonizaron Celeste Holm y Harry Bannister. Affairs of State tuvo un total de 610 representaciones en el Teatro Music Box, y fue la primera obra que Verneuil escribió en inglés.
Entre sus créditos como guionista figuran Avec Le Sourire (1936), película interpretada por Maurice Chevalier, y Cosas de Mujer (1951). La película de Bette Davis Deception (1946) fue la tercera adaptación de su obra Monsieur Lamberthier.
Verneuil estuvo casado con Lysiane Bernhardt, nieta de Sarah Bernhardt. 
Louis Verneuil se suicidó en 1952 en París cortándose la garganta. Tenía 59 años de edad. La policía encontró su cuerpo en una bañera. Sus restos fueron enterrados en el Cementerio del Père-Lachaise, en París.

## Teatro
Autor
- 1912 : Tu vas un peu fort ! de Louis Verneuil, comedia en 1 acto, 21 de noviembre, Théâtre Fémina
- 1917 : La Jeune Fille au bain de Louis Verneuil, Théâtre Édouard VII
- 1920 : Mademoiselle ma mère de Louis Verneuil, Théâtre Fémina
- 1920 : Pour avoir Adrienne de Louis Verneuil
- 1923 : Ma cousine de Varsovie de Louis Verneuil, Théâtre Michel
- 1925 : Azaïs de Louis Verneuil y Georges Berr
- 1927 : Tu m'épouseras ! de Louis Verneuil, Théâtre de Paris
- 1928 : L'Amant de madame Vidal de Louis Verneuil, Théâtre de Paris
- 1930 : Miss France de Georges Berr y Louis Verneuil, Théâtre Édouard VII
- 1930 : Guignol, un cambrioleur de Georges Berr et Louis Verneuil, Théâtre de la Potinière
- 1931 : La Banque Nemo obra en 3 actos y 9 cuadros de Louis Verneuil, Théâtre de la Michodière, 21 de noviembre
- 1934 : Le mari que j'ai voulu de Louis Verneuil, Théâtre des Mathurins
- 1934 : Mon crime de Georges Berr et Louis Verneuil, Théâtre des Variétés
- 1935 : Les Fontaines lumineuses de Georges Berr y Louis Verneuil, Théâtre des Variétés
- 1938 : La Féerie blanche revista opereta de Casimir Oberfeld, libreto Louis Verneuil, lírica André Hornez, Théâtre Mogador
- 1939 : Fascicule noir de Louis Verneuil, Théâtre des Célestins
- 1946 : Azaïs de Louis Verneuil et Georges Berr, Théâtre Daunou, octubre
- 1956 : Les Trois messieurs de Bois-Guillaume de Louis Verneuil, Théâtre des Célestins

Adaptador
- 1947 : Rue des anges de Patrick Hamilton, dirección de Raymond Rouleau, Théâtre de Paris

Comediante
- 1917 : La Jeune Fille au bain de Louis Verneuil, Théâtre Édouard VII
- 1920 : Mademoiselle ma mère de Louis Verneuil, Théâtre Femina
- 1924 : Pile ou face de Louis Verneuil, Théâtre Antoine
- 1928 : L'Amant de madame Vidal de Louis Verneuil, Théâtre de Paris
- 1931 : Pile ou face de Louis Verneuil, Théâtre des Variétés
- 1932 : Une femme ravie de Louis Verneuil, Théâtre de Paris
- 1934 : Pile ou face de Louis Verneuil, Théâtre de l'Odéon

Coautor
- 1920 : La maison du passeur, épisode de la Guerre de 1914 ; drama en un acto escrito en colaboración con Paul Armont

## Versiones cinematográficas (parcial)
- 1958 : Eine Frau, die weiss, was sie will (libreto: opereta del mismo nombre)
- 1951 : Le passage de Vénus (obra teatral)
- 1951 : Cosas de mujer (obra teatral)
- 1950 : Min syster och jag (obra teatral Ma soeur et moi)
- 1949 : Canas al aire (obra teatral L'Amant de Madame Vidal)
- 1949 : La otra y yo  (guionista)
- 1948 : Novio, marido y amante (guionista)
- 1946 : Cross My Heart (obra teatral True Confessions)
- 1946 : Deception (obra teatral Monsieur Lamberthier)
- 1941 : Otra vez mía (obra teatral LeTrain pour Venise)
- 1940 : Medio millón por una mujer (obra teatral La Femme Ravie)
- 1940 : Dora Nelson (obra teatral)